# Dauerwurst

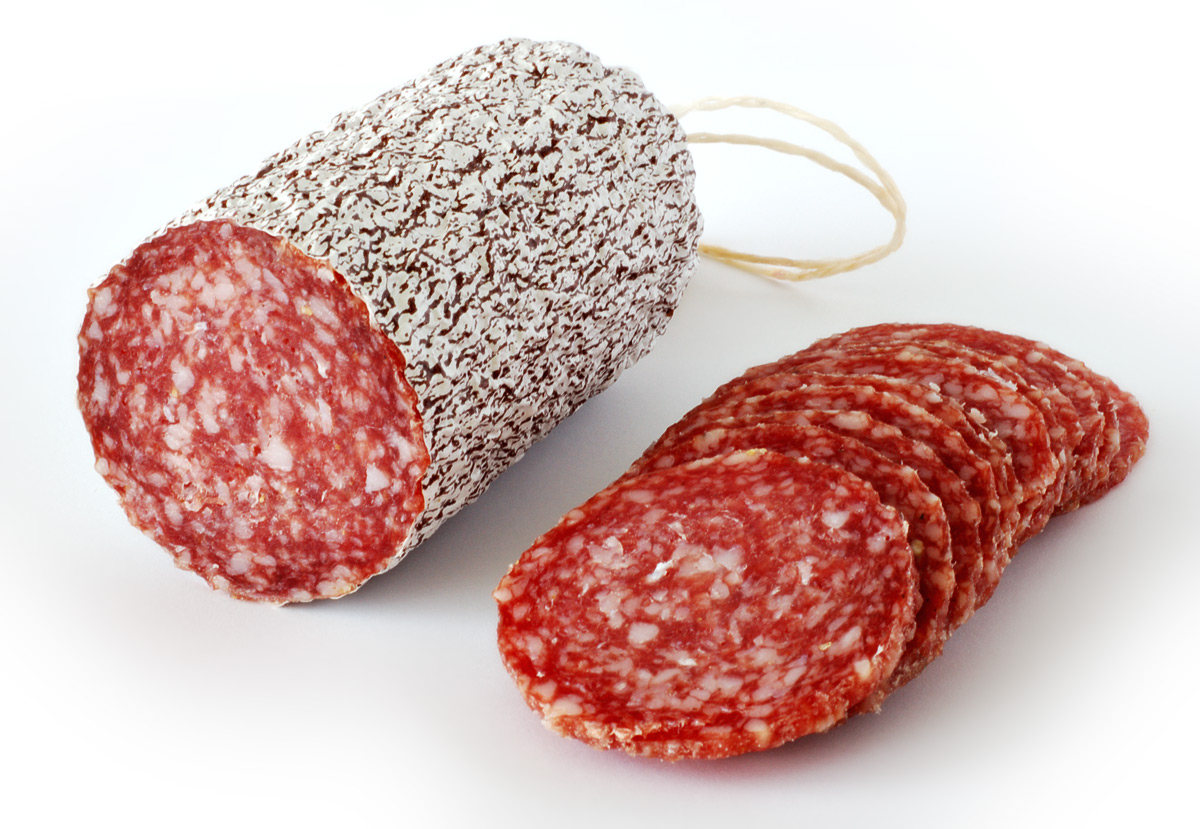
Die Salami ist eine typische Dauerwurst

Dauerwurst ist durch Reifen mit Milchsäurebakterien, Lufttrocknen oder Räuchern (auch kombiniert) haltbar gemachte Rohwurst wie beispielsweise Ahle Wurst, Cabanossi, Landjäger, Plockwurst, Salami, Schlackwurst, Walliser Trockenwurst oder Zervelatwurst. Dauerwürste sind auch ohne Kühlung haltbar und für den Rohverzehr geeignet.
In Österreich wird eine kräftig gewürzte Brühwurstsorte, die zusätzlich heiß geräuchert und luftgetrocknet ist, ebenfalls als Dauerwurst bezeichnet.